# Козлов, Лев Васильевич
Лев Васильевич Козлов (20 августа 1936, Петровск Саратовского края — 13 мая 2004, Петровск) — генерал-лейтенант авиации, заслуженный военный летчик СССР, Военный лётчик-снайпер, мастер спорта СССР международного класса, 52-кратный рекордсмен мира по самолётному спорту, кавалер ордена Ленина и многих правительственных наград, почетный гражданин Петровского района.

## Биография
Учился в средней школе № 3 города Петровска; в школьные годы «заболел небом», чему в немалой степени способствовала автобиографическая книга трижды Героя Советского Союза Ивана Кожедуба. В 1950, после 7-го класса, поступил в спецшколу ВВС в Саратове, выдержав конкурс 10:1. Наряду с общеобразовательными предметами учебная программа школы предусматривала курс материальной части самолёта, теорию самолётовождения и войсковую подготовку.
Окончив на «отлично» спецшколу, был определён в 24-ю военную школу первоначальной подготовки лётчиков (Павлодар); здесь совершил первый полёт на Як-18. Окончил курс обучения с Почётной грамотой ЦК ВЛКСМ и был направлен в Кировобадское военно-авиационное училище им. Хользунова. За время учёбы выполнил 328 полётов на Як-18, Як-18У, налетав более ста часов.

За время пребывания в училище показал себя дисциплинированным, исполнительным курсантом. Имеет ряд благодарностей, является отличником учебно-боевой подготовки.— Из выпускной аттестации 1957 года
В 1960 подал рапорт о переводе его лётчиком в дальнюю авиацию. После переобучения на Ту-16 был направлен на Дальний Восток, в Спасск-Дальний. Три года летал «правым» пилотом над тайгой, тундрой, морями, Тихим и Ледовитым океанами, затем получил направление в «Центр» г. Рязани на полугодовое переучивание.
Позднее окончил Военно-воздушную академию им. Ю. А. Гагарина; считался лучшим слушателем по оперативному искусству и стратегии. Был назначен командиром эскадрильи, вскоре — заместителем командира полка, командиром полка; присвоено воинское звание генерал-майор.
В 1984 принимал участие в боевых действиях Афганской войны; удостоен ордена Красной Звезды.
Продолжил службу в Полтаве; в 1985 был избран в Областной Совет депутатов трудящихся г. Полтавы. С 1986 — заместитель командующего Дальней авиацией по боевой подготовке. В апреле 1987 лично пилотировал первый Ту-160, поступивший в 184-й Гвардейский Полтавско-Берлинский Краснознамённый тяжелобомбардировочный авиаполк (Прилуки Черниговской области). В середине лета экипаж командира полка подполковника В. Гребенникова (проверяющим инспектором в составе экипажа был генерал Л. В. Козлов) произвёл первый успешный пуск крылатой ракеты X-55СМ.
В 1987—1991 — начальник 8-го Государственного научно-испытательного института ВВС им. В. Чкалова.
В 1992 приказом министра обороны СССР был уволен из рядов ВВС в связи с предельным сроком службы. За годы службы в авиации налетал около 6 000 часов на 49 типах самолётов: дальних, стратегических, сверхзвуковых, специальных и т. д.
Работал лётчиком-испытателем. В качестве начальника авиации оперативной группы территориального управления руководил группой при тушении пожаров на Дальнем Востоке, в 1995 году находился в двухмесячной командировке в Чеченской республике.
В 1997 вернулся в Петровск. 
Был заместителем председателя общественной организации района «Афганцы — за Отечество», членом президиума районного Совета ветеранов; занимался патриотическим воспитанием молодёжи. Содействовал установлению на городской площади Петровска обелиска памяти героям, погибшим в Афганистане, Чечне и других локальных войнах (открыт 14 октября 2000).

 Лев Васильевич — патриот своей страны. Был очень предан своему делу. К людям относился с уважением. Был очень общительным, живым человеком. Лев Васильевич привык быть среди народа и всегда старался на благо людей и подчинённых. О себе он не думал никогда. Много есть, конечно, на свете генералов, но такой генерал один. Если бы было больше таких людей, мир стал бы лучше.— Юрий Александрович Рюмин, организация «Афганцы – за Отечество».
Скончался 13 мая 2004 года. Похоронен на городском кладбище Петровска.

## Сверхдальние перелёты
Ещё в курсантские годы у Л.В. Козлова родилась мечта продолжить дальние перелёты, начатые В. П. Чкаловым и его друзьями.
В конце февраля 1986 года на двух самолётах Ту-95МС генерал Л. В. Козлов и командир авиационной дивизии М. М. Башкиров выполнили беспосадочный полёт с двумя дозаправками в воздухе без смены экипажей по маршруту от Тихого океана до Балтийского моря и от Новой Земли до южных границ нашей Родины. Пройденное расстояние превышало на несколько тысяч километров полуокружность Земного шара; полёт длился 33 часа.
Выдвинул идею о полёте вокруг Земного шара, которую поддержали командующий воздушной армией, а затем главком ВВС Петр Степанович Дейнекин и главный штурман ВВС Алексей Иванович Шабунин. В конце 1989 года главком ВВС генерал-полковник Е. И. Шапошников утвердил план полёта вокруг Земного шара на самолёте Ан-124 «Руслан». Проект согласился финансировать австралийский бизнесмен Виктор Джамирзе при условии старта и финиша в Австралии, а точнее, в городе Мельбурне. В течение года проект согласовывался в Министерстве авиационной промышленности, в главкомате ВВС, в центральном финансовом управлении Минобороны, в Министерстве иностранных дел, в Генеральном штабе и был одобрен Председателем Совета Министров СССР Н. И. Рыжковым. Был утверждён маршрут полёта: Мельбурн — Южный полюс — Рио-де-Жанейро — Рабат — Северный полюс — Елизово (Камчатка) — Мельбурн. Все государства, над которыми должен был проходить полёт, дали согласие.
23 ноября 1990 года самолёт с экспедицией под командованием Л.В. Козлова в 17 часов 56 минут стартовал из Чкаловского и через Петропавловск-Камчатский направился в г. Мельбурн. В первой смене с Л. В. Козловым был заслуженный штурман-испытатель, мастер спорта СССР по самолётному спорту А. Г. Смирнов. Во второй смене — заслуженный лётчик-испытатель, мастер спорта по самолётному спорту Ю. П. Ресницкий и штурман-испытатель В. Г. Кряжевских.
1 декабря 1990 года самолёт с экспедицией вылетел из Мельбурна в 21 час 11 минут по местному времени. При подходе к Антарктиде экипаж вошёл в зону полярного дня. Весь материк прошли при отличной видимости. Наши и иностранные станции, находящиеся в Антарктиде, поздравляли лётчиков, желали успехов. Дозаправка самолёта топливом, как и предполагалось, была осуществлена в Рио-де-Жанейро. При взлёте погода была отличная. Однако в районе экватора стал четко просматриваться грозовой фронт, который мог помешать войти в точку 00°00’ широты и 00°00’ долготы. Если обходить этот фронт восточнее, то самолёт попадал на территорию Африки, полёт над которой не был заявлен. К счастью, волнения оказались напрасными: грозовой фронт начал распадаться, облака были ниже высоты полёта, и маршрут был пройден без отклонений. Следующая дозаправка топливом была в Касабланке (Марокко). Экипаж встречали советский посол, военный атташе и другие сотрудники посольства, представители местных властей, Аэрофлота, пресса. В самолёте провели короткую пресс-конференцию. Взлетели через 2 часа 42 минуты. Наступила самая длинная ночь во время полёта — около суток. Самолёт с экипажем финишировал в аэропорту Мельбурна с опозданием всего на 19 минут. На аэродром приехали посол СССР в Австралии В. И. Долгов, руководители ВВС Австралии, сотрудники фирмы В. Джамирзе, журналисты. Мэр г. Мельбурна дал приём в честь завершения кругосветного перелёта. За 72 часа 16 минут полёта вокруг земного шара лётчиками было преодолено расстояние 50 005 километров, из них 93 % пройдено над акваториями всех океанов Земного шара. Отечественный самолёт Ан-124 «Руслан» показал себя с самой лучшей стороны, все его системы работали безотказно. В этом полёте было установлено 7 мировых и 10 всесоюзных рекордов, а сам полёт был занесён в книгу рекордов Гиннесса.
Все члены экспедиции были удостоены высоких государственных наград, Л.В. Козлов был награждён Орденом Ленина.

## Память
1. В общественной организации Петровского района «Афганцы — за Отечество» создан музей Боевой Славы ветеранов локальных войн. В нём хранятся награды и парадный китель Л. В. Козлова; представлены макетов самолётов, на которых он летал; демонстрируются альбомы с фотографиями службы участников локальных войн.
2. Именем Л. В. Козлова названа школа № 7 г. Петровска Саратовской области.
3. В Петровском районе проводятся турниры имени Л. В. Козлова по боксу и по волейболу[7].

## Награды и признание
- Орден Ленина
- Орден Красной Звезды (1984)
- Заслуженный военный лётчик СССР
- Почётная Грамота
- Мастер спорта СССР международного класса по самолётному спорту.
- Почётный гражданин Петровского района (2000).